# Santa Maria (Rio Grande do Sul)
Santa Maria este un oraș în statul Rio Grande do Sul (RS), Brazilia.